# Nyctophilus microdon
Nyctophilus microdon là một loài động vật có vú trong họ Dơi muỗi, bộ Dơi. Loài này được Laurie & Hill mô tả năm 1954.